# Porteria correcaminos
Espèce
Porteria correcaminos est une espèce d'araignées aranéomorphes de la famille des Desidae.

## Distribution
Cette espèce est endémique du Chili. Elle se rencontre dans les régions des Lacs et d'Araucanie.

## Description
Le mâle holotype mesure 5,83 mm et la femelle paratype 6,57 mm.

## Systématique et taxinomie
Cette espèce a été décrite par Morrill, Crews, Esposito, Ramírez et Griswold en 2023.

## Étymologie
Son nom d'espèce lui a été donné en référence au Grand Géocoucou, correcaminos en espagnol.

## Publication originale
- Morrill, Crews, Esposito, Ramírez & Griswold, 2023 : « A revision of the genus Porteria and the phylogeny and biogeography of Porteriinae (Araneae: Desidae). » Zoological Journal of the Linnean Society, vol. 198, no 2, p. 368-461.